# اسکارلت اوهارا
اِسکارلِت اوهارا یا اِسکارلِت اُهارا (به انگلیسی: Scarlett O'Hara) یک شخصیت داستانی و شخصیت اصلیِ رمان مارگارت میچل، بربادرفته (۱۹۳۶) است که بر اساس داستان آن فیلمی به همین نام ساخته شد. ویوین لی نقش اسکارلت اوهارا را در فیلم بربادرفته ایفا کرد.